# Tomáš Polách
Tomáš Polách (* 16. ledna 1977 Slavičín) je český fotbalový trenér a bývalý prvoligový záložník, technicky vybavený tvůrce hry.
V mateřském klubu FC Elseremo Brumov založil společně se Zdeňkem Šenkeříkem fotbalovou akademii.

## Hráčská kariéra
S fotbalem začínal v týmu TJ Spartak MEZ Brumov. Jako dorostenec působil i v Baníku Ostrava, poté se vrátil do Brumova, kde hrál divizi.
V roce 1997 přestoupil na své první zahraniční angažmá do slovenského týmu FK ZŤS Dubnica nad Váhom, kde slavil s týmem postup do nejvyšší slovenské ligy. Po třech sezonách se vrátil do vlasti, konkrétně do týmu 1. FC Synot Staré Město (později se přejmenoval na 1. FC Slovácko). Zde byl oporou po šest sezon, když odehrál 115 zápasů a vstřelil 12 branek. V létě 2006 přestoupil do klubu 1. FC Brno, kde byl oporou až do roku 2010, kdy byl vyřazen z kádru A-týmu. 
Se spoluhráčem Janem Trousilem odešel v lednu 2011 na Slovensko do týmu MFK Dubnica, kde již v minulosti působil. Již v létě téhož roku byl zpět v ČR a podepsal smlouvu s moravským klubem FC Tescoma Zlín, kde působil do léta roku 2014. V zimní přestávce ročníku 2013/14 byl vyřazen z kádru druholigového Zlína, na jaře 2014 hostoval v tehdy třetiligovém klubu SFC Opava. 
Od léta 2014 po skončení profesionální kariéry hrál v nižších českých soutěžích. Sezónu 2014/15 strávil v FC Elseremo Brumov, kde s kopanou začínal. V létě 2015 přestoupil do FK Hodonín. Zde působil i v roli hrajícího asistenta trenéra. V sezóně 2016/17 slavil s Hodonínem postup do Moravskoslezské fotbalové ligy (3. ligové patro v systému českých soutěží).

## Trenérská kariéra
Trenérem na plný úvazek se stal na jaře 2018 právě v Hodoníně. Poté působil krátce v MFK Vyškov a od září 2018 trénoval U19 (starší dorost) ve Zbrojovce Brno.
Následně se v roce 2023 stal ve Zbrojovce hlavním trenérem A-týmu, toho času ve druhé lize, s cílem vybojovat návrat do Fortuna Ligy. To se však vůbec nepovedlo a po jarní sérii porážek, kdy se tým naopak dostal nebezpečně blízko sestupových pozic, byl Polách 15. 4. 2024 z funkce odvolán a nahradil ho Lukáš Kříž, dosavadní trenér úspěšného B-týmu.